# Mrzky
Mrzky település Csehországban, a Kolíni járásban. Mrzky Tismice, Přišimasy, Vrátkov, Hradešín és Doubravčice településekkel határos. Lakosainak száma 167 fő (2024. január 1.).

## Népesség
A település lakosságának változását az alábbi diagram mutatja:
| Lakosok száma | 341  | 373  | 346  | 310  | 161  | 112  | 160  | 165  | 170  | 167  |
|               | 1869 | 1890 | 1921 | 1950 | 1980 | 2001 | 2017 | 2019 | 2022 | 2024 |